# 长瓣角盘兰
长瓣角盘兰（学名：Herminium ophioglossoides）为兰科角盘兰属下的一个种。

## 扩展阅读
- 維基物種上的相關：长瓣角盘兰